# Canton de la Vallée des Gaves
Le canton de la Vallée des Gaves est une circonscription électorale française du département des Hautes-Pyrénées.

## Histoire
Un nouveau découpage territorial des Hautes-Pyrénées entre en vigueur à l'occasion des élections départementales de 2015. Il est défini par le décret du 25 février 2014, en application des lois du 17 mai 2013 (loi organique 2013-402 et loi 2013-403). Les conseillers départementaux sont, à compter de ces élections, élus au scrutin majoritaire binominal mixte. Les électeurs de chaque canton élisent au Conseil départemental, nouvelle appellation du Conseil général, deux membres de sexe différent, qui se présentent en binôme de candidats. Les conseillers départementaux sont élus pour 6 ans au scrutin binominal majoritaire à deux tours, l'accès au second tour nécessitant 12,5 % des inscrits au 1er tour. En outre la totalité des conseillers départementaux est renouvelée. Ce nouveau mode de scrutin nécessite un redécoupage des cantons dont le nombre est divisé par deux avec arrondi à l'unité impaire supérieure si ce nombre n'est pas entier impair, assorti de conditions de seuils minimaux. Dans les Hautes-Pyrénées, le nombre de cantons passe ainsi de 34 à 17.
Le canton de la Vallée des Gaves est formé de communes des anciens cantons d'Argelès-Gazost (23 communes), d'Aucun (10 communes) et de Luz-Saint-Sauveur (17 communes). Il est entièrement inclus dans l'arrondissement d'Argelès-Gazost. Le bureau centralisateur est situé à Argelès-Gazost.

## Représentation
| Période élective | Période élective | Mandat | Mandat   | Identité              | Nuance | Nuance | Qualité |
| ---------------- | ---------------- | ------ | -------- | --------------------- | ------ | ------ | --- |
| 2015             | 2021             | 2015   | 2021     | Louis Armary          |        | PRG    | Ancien international de rugby Adjoint au maire d'Ouzous |
| 2015             | 2021             | 2015   | 2021     | Chantal Robin-Rodrigo |        | PRG    | Directrice départementale de banque Ancienne conseillère générale du canton de Tarbes-2 (1998-2015) Première vice-présidente du Conseil départemental chargée du Projet de territoire, de l’attractivité du territoire et de la coopération transfrontalière |
| 2021             | 2028             | 2021   | en cours | Louis Armary          |        | PRG    | Conseiller sortant |
| 2021             | 2028             | 2021   | en cours | Maryse Carrère        |        | PRG    | Cadre de la fonction publique territoriale Sénatrice des Hautes-Pyrénées (depuis 2017) Conseillère municipale de Lau-Balagnas |

### Résultats détaillés

#### Élections de mars 2015
À l'issue du 1er tour des élections départementales de 2015, deux binômes sont en ballotage : Louis Armary et Chantal Robin-Rodrigo (PRG, 34,3 %) et Jacques Behague et Laurence Boileau (Union de la Droite, 28,57 %). Le taux de participation est de 56,38 % (7 825 votants sur 13 878 inscrits) contre 54,65 % au niveau départemental et 50,17 % au niveau national.
Au second tour, Louis Armary et Chantal Robin-Rodrigo (PRG) sont élus avec 55,2 % des suffrages exprimés et un taux de participation de 56,52 % (3 797 voix pour 7 836 votants et 13 863 inscrits).

#### Élections de juin 2021
Le premier tour des élections départementales de 2021 est marqué par un très faible taux de participation (33,26 % au niveau national). Dans le canton de la Vallée des Gaves, ce taux de participation est de 42,6 % (5 831 votants sur 13 687 inscrits) contre 39,47 % au niveau départemental. À l'issue de ce premier tour,  le binôme constitué de Louis Armary et Maryse Carrère (PRG , 65,55 %), est élu avec 65,55 % des suffrages exprimés.

## Composition
Le canton de la Vallée des Gaves comprend quarante-huit communes entières.
À la suite de la fusion, au 1er janvier 2016, de Gavarnie et de Gèdre pour former la commune de Gavarnie-Gèdre, le nombre de communes descend à 49.
À la suite de la fusion, au 1er janvier 2017, de Saligos et de Vizos pour former la commune de Saligos, le nombre de communes descend à 48.
| Nom                                    | Code Insee | Intercommunalité              | Superficie (km2) | Population (dernière pop. légale) | Densité (hab./km2) | Modifier                                    |
| -------------------------------------- | ---------- | ----------------------------- | ---------------- | --------------------------------- | ------------------ | ------------------------------------------- |
| Argelès-Gazost (bureau centralisateur) | 65025      | CC Pyrénées Vallées des Gaves | 3,05             | 2 805 (2022)                      | 920                | modifier les données · modifier les données |
| Adast                                  | 65001      | CC Pyrénées Vallées des Gaves | 1,05             | 302 (2022)                        | 288                | modifier les données · modifier les données |
| Agos-Vidalos                           | 65004      | CC Pyrénées Vallées des Gaves | 6,11             | 393 (2022)                        | 64                 | modifier les données · modifier les données |
| Arbéost                                | 65018      | CC du Pays de Nay             | 14,90            | 78 (2022)                         | 5,2                | modifier les données · modifier les données |
| Arcizans-Avant                         | 65021      | CC Pyrénées Vallées des Gaves | 15,04            | 392 (2022)                        | 26                 | modifier les données · modifier les données |
| Arcizans-Dessus                        | 65022      | CC Pyrénées Vallées des Gaves | 5,01             | 115 (2022)                        | 23                 | modifier les données · modifier les données |
| Arras-en-Lavedan                       | 65029      | CC Pyrénées Vallées des Gaves | 24,66            | 494 (2022)                        | 20                 | modifier les données · modifier les données |
| Arrens-Marsous                         | 65032      | CC Pyrénées Vallées des Gaves | 100,55           | 696 (2022)                        | 6,9                | modifier les données · modifier les données |
| Artalens-Souin                         | 65036      | CC Pyrénées Vallées des Gaves | 3,90             | 135 (2022)                        | 35                 | modifier les données · modifier les données |
| Aucun                                  | 65045      | CC Pyrénées Vallées des Gaves | 12,94            | 254 (2022)                        | 20                 | modifier les données · modifier les données |
| Ayros-Arbouix                          | 65055      | CC Pyrénées Vallées des Gaves | 2,72             | 345 (2022)                        | 127                | modifier les données · modifier les données |
| Ayzac-Ost                              | 65056      | CC Pyrénées Vallées des Gaves | 3,08             | 463 (2022)                        | 150                | modifier les données · modifier les données |
| Barèges                                | 65481      | CC Pyrénées Vallées des Gaves | 45,84            | 136 (2022)                        | 3,0                | modifier les données · modifier les données |
| Beaucens                               | 65077      | CC Pyrénées Vallées des Gaves | 36,82            | 417 (2022)                        | 11                 | modifier les données · modifier les données |
| Betpouey                               | 65089      | CC Pyrénées Vallées des Gaves | 16,20            | 80 (2022)                         | 4,9                | modifier les données · modifier les données |
| Boô-Silhen                             | 65098      | CC Pyrénées Vallées des Gaves | 3,12             | 319 (2022)                        | 102                | modifier les données · modifier les données |
| Bun                                    | 65112      | CC Pyrénées Vallées des Gaves | 2,80             | 153 (2022)                        | 55                 | modifier les données · modifier les données |
| Cauterets                              | 65138      | CC Pyrénées Vallées des Gaves | 156,84           | 859 (2022)                        | 5,5                | modifier les données · modifier les données |
| Chèze                                  | 65145      | CC Pyrénées Vallées des Gaves | 10,07            | 49 (2022)                         | 4,9                | modifier les données · modifier les données |
| Esquièze-Sère                          | 65168      | CC Pyrénées Vallées des Gaves | 1,52             | 417 (2022)                        | 274                | modifier les données · modifier les données |
| Estaing                                | 65169      | CC Pyrénées Vallées des Gaves | 71,53            | 94 (2022)                         | 1,3                | modifier les données · modifier les données |
| Esterre                                | 65173      | CC Pyrénées Vallées des Gaves | 1,74             | 186 (2022)                        | 107                | modifier les données · modifier les données |
| Ferrières                              | 65176      | CC du Pays de Nay             | 16,97            | 87 (2022)                         | 5,1                | modifier les données · modifier les données |
| Gaillagos                              | 65182      | CC Pyrénées Vallées des Gaves | 8,46             | 126 (2022)                        | 15                 | modifier les données · modifier les données |
| Gavarnie-Gèdre                         | 65192      | CC Pyrénées Vallées des Gaves | 227,11           | 341 (2022)                        | 1,5                | modifier les données · modifier les données |
| Gez                                    | 65202      | CC Pyrénées Vallées des Gaves | 3,89             | 328 (2022)                        | 84                 | modifier les données · modifier les données |
| Grust                                  | 65210      | CC Pyrénées Vallées des Gaves | 9,52             | 37 (2022)                         | 3,9                | modifier les données · modifier les données |
| Lau-Balagnas                           | 65267      | CC Pyrénées Vallées des Gaves | 2,90             | 508 (2022)                        | 175                | modifier les données · modifier les données |
| Luz-Saint-Sauveur                      | 65295      | CC Pyrénées Vallées des Gaves | 50,38            | 914 (2022)                        | 18                 | modifier les données · modifier les données |
| Ouzous                                 | 65352      | CC Pyrénées Vallées des Gaves | 4,76             | 206 (2022)                        | 43                 | modifier les données · modifier les données |
| Pierrefitte-Nestalas                   | 65362      | CC Pyrénées Vallées des Gaves | 1,76             | 1 101 (2022)                      | 626                | modifier les données · modifier les données |
| Préchac                                | 65371      | CC Pyrénées Vallées des Gaves | 1,59             | 240 (2022)                        | 151                | modifier les données · modifier les données |
| Saint-Pastous                          | 65393      | CC Pyrénées Vallées des Gaves | 8,20             | 149 (2022)                        | 18                 | modifier les données · modifier les données |
| Saint-Savin                            | 65396      | CC Pyrénées Vallées des Gaves | 3,86             | 366 (2022)                        | 95                 | modifier les données · modifier les données |
| Saligos                                | 65399      | CC Pyrénées Vallées des Gaves | 7,07             | 89 (2022)                         | 13                 | modifier les données · modifier les données |
| Salles                                 | 65400      | CC Pyrénées Vallées des Gaves | 27,48            | 248 (2022)                        | 9,0                | modifier les données · modifier les données |
| Sassis                                 | 65411      | CC Pyrénées Vallées des Gaves | 0,53             | 72 (2022)                         | 136                | modifier les données · modifier les données |
| Sazos                                  | 65413      | CC Pyrénées Vallées des Gaves | 29,38            | 152 (2022)                        | 5,2                | modifier les données · modifier les données |
| Sère-en-Lavedan                        | 65420      | CC Pyrénées Vallées des Gaves | 1,87             | 83 (2022)                         | 44                 | modifier les données · modifier les données |
| Sers                                   | 65424      | CC Pyrénées Vallées des Gaves | 29,91            | 109 (2022)                        | 3,6                | modifier les données · modifier les données |
| Sireix                                 | 65428      | CC Pyrénées Vallées des Gaves | 1,73             | 61 (2022)                         | 35                 | modifier les données · modifier les données |
| Soulom                                 | 65435      | CC Pyrénées Vallées des Gaves | 2,91             | 289 (2022)                        | 99                 | modifier les données · modifier les données |
| Uz                                     | 65458      | CC Pyrénées Vallées des Gaves | 2,45             | 38 (2022)                         | 16                 | modifier les données · modifier les données |
| Viella                                 | 65463      | CC Pyrénées Vallées des Gaves | 3,14             | 83 (2022)                         | 26                 | modifier les données · modifier les données |
| Vier-Bordes                            | 65467      | CC Pyrénées Vallées des Gaves | 9,39             | 94 (2022)                         | 10                 | modifier les données · modifier les données |
| Viey                                   | 65469      | CC Pyrénées Vallées des Gaves | 6,24             | 19 (2022)                         | 3,0                | modifier les données · modifier les données |
| Villelongue                            | 65473      | CC Pyrénées Vallées des Gaves | 20,46            | 353 (2022)                        | 17                 | modifier les données · modifier les données |
| Viscos                                 | 65478      | CC Pyrénées Vallées des Gaves | 6,52             | 34 (2022)                         | 5,2                | modifier les données · modifier les données |
| Canton de la Vallée des Gaves          | 6516       |                               | 1 027,97         | 15 309 (2022)                     | 15                 | modifier les données                        |

## Démographie
En 2022, le canton comptait 15 309 habitants, en évolution de −2,2 % par rapport à 2016 (Hautes-Pyrénées : +1,59 %, France hors Mayotte : +2,11 %).
| 2013   | 2018   | 2022   |
| ------ | ------ | ------ |
| 15 800 | 15 495 | 15 309 |